# فيتولانو
فيتولانو هي بلدية في مقاطعة بينيفينتو في منطقة كامبانيا الإيطالية ، تقع حوالي ٥٠ كم شمال شرق نابولي وحوالي ١٢ على بعد كم من شمال غرب بينيفنتو .
تقع فيتولانو على حدود البلديات التالية : كامبولي ديل مونتي تابورنو ، وكوتانو ،وكاستلبوتو وفوغليانيس ، وفراسو تيليسينو ، وغوارديا سانفراموندي ، وباوبيسي ، وسان لورينزو ماجوري ،وسولوباكا وتوريكوسو.

## المعالم السياحية الرئيسية

### دير سانتيسيما أنونزياتا
وفقًا للتقاليد ، تأسس الدير في عام ١٤٤٠ على يد القديس برناردينو سيينا. كانت جزءًا من أبرشية فوجليانيس حتى عام ١٨٥٢ ، عندما تم دمجها في مجتمع فيتولانو . في عام ١٨٨٤أقيمت مقبرة البلدية الأخيرة في حديقة الكنيسة. في يوليو ١٩٩١ منحها البابا يوحنا بولس الثاني لقب الكنيسة الصغيرة.

### سانتا ماريا في جروتيس
بالقرب من فيتولانو ، ولكن تنتمي إلى كومونة فوغليانيس ، توجد أطلال سانتا ماريا في دير جروتيس ، التي تأسست حوالي عام ٩٤٠ وتم تفكيكها في عام ١٧٠٥. تم استخدامها من قبل العديد من الرهبان ، أولها كان البينديكتين.